# Estação Polar Mendel
A Estação Antártica Johann Gregor Mendel (Mendelova polární stanice em tcheco) é uma estação de pesquisa tcheca construída na Antártica, na costa da Ilha James Ross. A estação, o projeto da Universidade Masaryk em Brno, na Morávia, foi aberta em fevereiro de 2006. Opera sazonalmente, durante os verões da Antártica. A estação está planejada para pesquisa biológica, geológica e climatológica. Recebeu o nome do botânico morávio Gregor Mendel.